# Meiko Kaji
Meiko Kaji (n. 24 martie 1947, Chiyoda, Tōkyō, Japonia) este o cântăreață și actriță japoneză. În România este cunoscută mai ales datorită filmului Kill Bill regizat de Quentin Tarantino, Meiko regăsindu-se în coloana sonoră a acestei pelicule.